# نيكولاس تاغلياني
نيكولاس تاغلياني (بالإسبانية: Nicolás Tagliani)‏ هو لاعب كرة قدم أرجنتيني في مركز الهجوم، ولد في 30 يناير 1975 في بوينس آيرس في الأرجنتين. لعب مع إستوديانتيس دي لا بلاتا وكولو-كولو.